# Halowe Mistrzostwa Europy w Lekkoatletyce 1978 – bieg na 60 m przez płotki mężczyzn
Bieg na 60 metrów przez płotki mężczyzn – jedna z konkurencji biegowych rozgrywanych podczas halowych lekkoatletycznych mistrzostw Europy w hali Palasport di San Siro w Mediolanie. Eliminacje, półfinały i bieg finałowy zostały rozegrane 12 marca 1978. Zwyciężył reprezentant Niemieckiej Republiki Demokratycznej Thomas Munkelt, który tym samym obronił tytuł zdobyty na poprzednich mistrzostwach.

## Rezultaty

### Eliminacje
Rozegrano 4 biegi eliminacyjne, do których przystąpiło 20 biegaczy. Awans do półfinału dawało zajęcie jednego z pierwszych dwóch miejsc w swoim biegu (Q). Skład półfinałów uzupełniło czterech zawodników z najlepszym czasem wśród przegranych (q).
Opracowano na podstawie materiału źródłowego.
Bieg 1
| Miejsce | Zawodnik              | Czas | Uwagi |
| ------- | --------------------- | ---- | ----- |
| 1       | Wiaczesław Kulebiakin | 7,76 | Q     |
| 2       | Jan Pusty             | 7,76 | Q     |
| 3       | Borisav Pisić         | 7,92 | q     |
| 4       | Juan Lloveras         | 7,99 |       |
| 5       | Wolfgang Muders       | 8,11 |       |

Bieg 2
| Miejsce | Zawodnik              | Czas | Uwagi |
| ------- | --------------------- | ---- | ----- |
| 1       | Andrzej Ziółkowski    | 7,86 | Q     |
| 2       | Eduard Pieriewierziew | 7,94 | Q     |
| 3       | Petr Čech             | 8,01 |       |
| 4       | Sergio Liani          | 8,06 |       |
| 5       | Płamen Krystew        | 8,09 |       |

Bieg 3
| Miejsce | Zawodnik         | Czas | Uwagi |
| ------- | ---------------- | ---- | ----- |
| 1       | Giuseppe Buttari | 7,83 | Q     |
| 2       | Arto Bryggare    | 7,88 | Q     |
| 3       | Javier Moracho   | 7,93 | q     |
| 4       | Manfred Schumann | 8,05 |       |
| 5       | Thierry Sellier  | 8,08 |       |

Bieg 4
| Miejsce | Zawodnik        | Czas | Uwagi |
| ------- | --------------- | ---- | ----- |
| 1       | Thomas Munkelt  | 7,73 | Q     |
| 2       | Dieter Gebhard  | 7,84 | Q     |
| 3       | Berwyn Price    | 7,87 | q     |
| 4       | Romuald Giegiel | 7,93 | q     |
| 5       | Gianni Ronconi  | 8,07 |       |

### Półfinały
Rozegrano 2 biegi półfinałowe, w których wystartowało 12 biegaczy. Awans do finału dawało zajęcie jednego z trzech pierwszych miejsc w swoim biegu (Q).
Opracowano na podstawie materiału źródłowego.
Bieg 1
| Miejsce | Zawodnik              | Czas | Uwagi |
| ------- | --------------------- | ---- | ----- |
| 1       | Thomas Munkelt        | 7,70 | Q     |
| 2       | Giuseppe Buttari      | 7,76 | Q     |
| 3       | Berwyn Price          | 7,85 | Q     |
| 4       | Eduard Pieriewierziew | 7,86 |       |
| 5       | Andrzej Ziółkowski    | 7,88 |       |
| 6       | Borisav Pisić         | 7,99 |       |

Bieg 2
| Miejsce | Zawodnik              | Czas | Uwagi |
| ------- | --------------------- | ---- | ----- |
| 1       | Arto Bryggare         | 7,76 | Q     |
| 2       | Jan Pusty             | 7,80 | Q     |
| 3       | Wiaczesław Kulebiakin | 7,81 | Q     |
| 4       | Javier Moracho        | 7,85 |       |
| 5       | Dieter Gebhard        | 7,86 |       |
| 6       | Romuald Giegiel       | 7,96 |       |

### Finał
Opracowano na podstawie materiału źródłowego.
| Miejsce | Zawodnik              | Czas |
| ------- | --------------------- | ---- |
| 1       | Thomas Munkelt        | 7,65 |
| 2       | Wiaczesław Kulebiakin | 7,72 |
| 3       | Giuseppe Buttari      | 7,86 |
| 4       | Berwyn Price          | 8,12 |
| 5       | Jan Pusty             | 8,15 |
| 6       | Arto Bryggare         | 9,05 |